# بيدرو بابلو فيلاسكو
بيدرو بابلو فيلاسكو (26 سبتمبر 1993 بإسمرالداس في الإكوادور - ) هو لاعب كرة قدم إكوادوري في مركز الدفاع. شارك مع منتخب الإكوادور لكرة القدم. أما مع النوادي، فقد لعب مع برشلونة جواياكويل وسوسيداد ديبورتيفو كيتو ونادي برشلونة.

## وصلات خارجية
- بيدرو بابلو فيلاسكو على موقع قاعدة بيانات كرة القدم.إي يو (الإنجليزية)
- بيدرو بابلو فيلاسكو على موقع ناشيونال فوتبول تيمز (الإنجليزية)
- بيدرو بابلو فيلاسكو على موقع Soccerway.com (الإنجليزية)
- بيدرو بابلو فيلاسكو على موقع AS.com (الإسبانية)